# Udea ferrugalis
Udea ferrugalis là một loài bướm đêm thuộc họ Crambidae. Nó được tìm thấy ở the châu Âu và châu Phi.
Sải cánh dài 18–22 mm. Con trưởng thành bay during the whole year, but mainly in autumn, tùy theo địa điểm.
Ấu trùng ăn nhiều loại thực vật thân thảo, such as Stachys, Eupatorium cannabinum và Woodland Strawberry.

## Hình ảnh

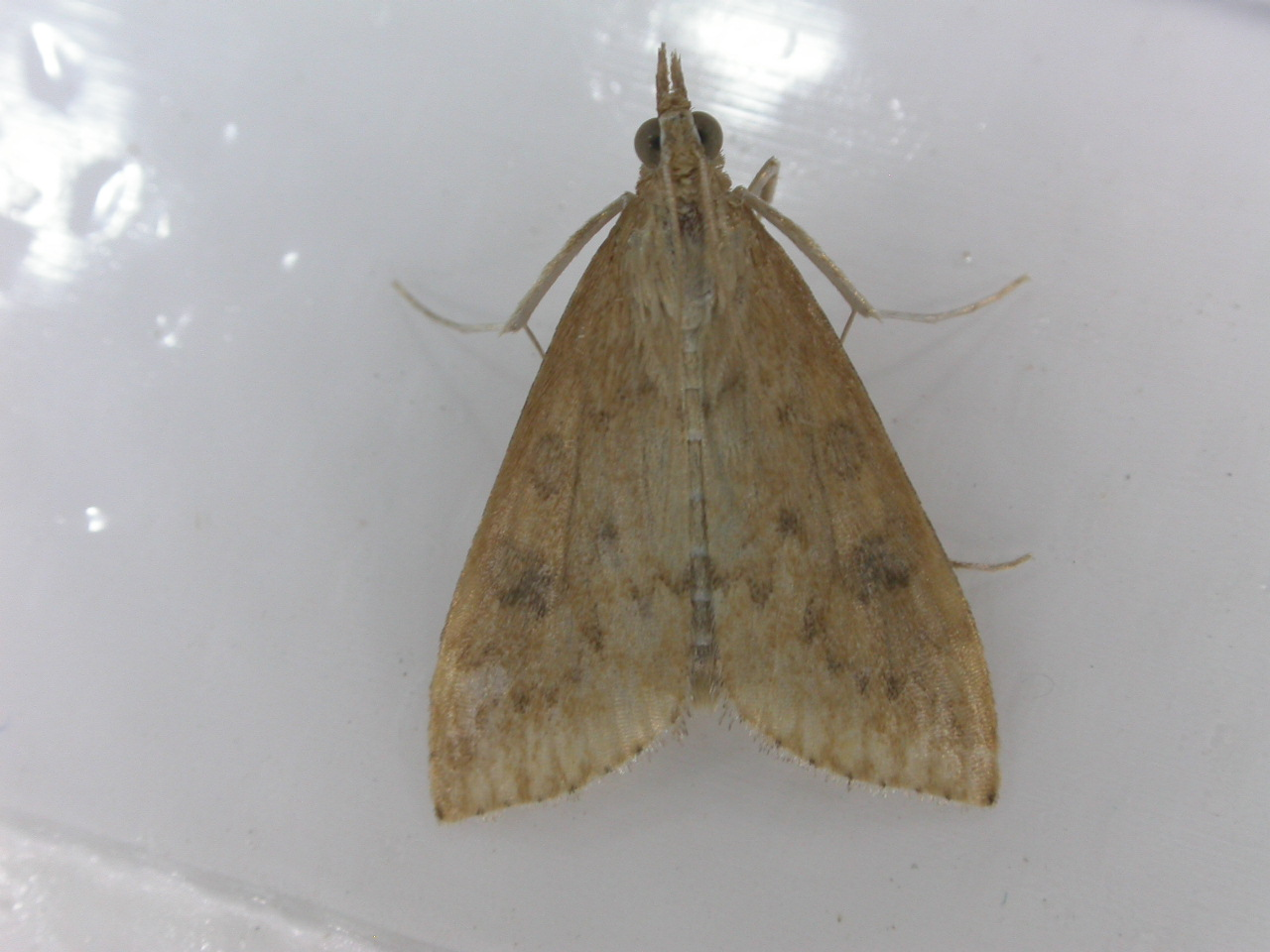
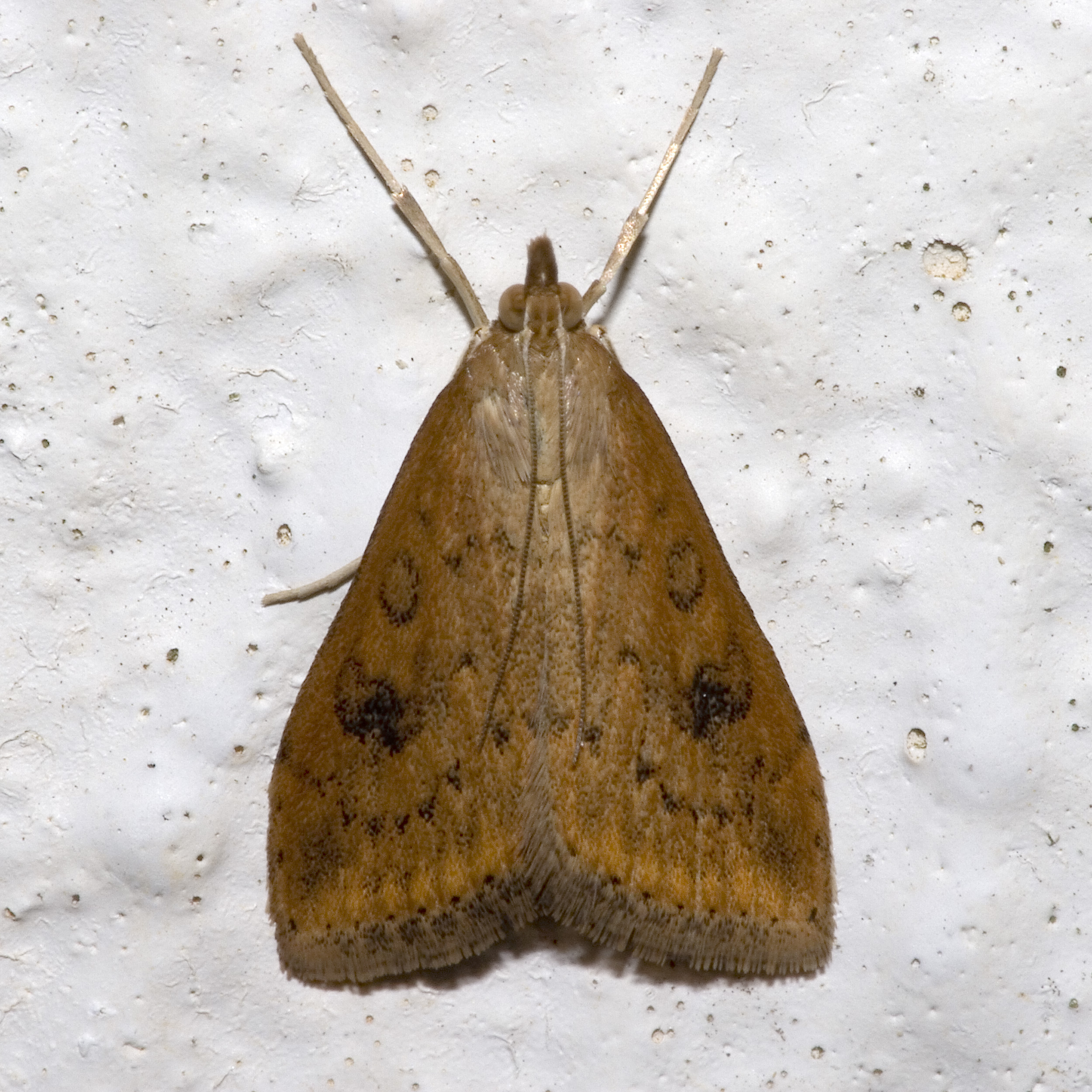